# Савремени балет
Савремени балет је жанр игре који укључује елементе класичног балета и модерног плеса. Користи класичну балетску технику и у многим случајевима и класичну технику поинте, али омогућава већи опсег покрета горњег дела тела и није ограничен на ригорозно дефинисане линије тела и форме које се налазе у традиционалном, класичном балету. Многи од његових атрибута потичу од идеја и иновација модерног плеса 20. века, укључујући рад на поду и окретање ногу. Стил такође садржи много покрета који наглашавају флексибилност тела.
Савремено, по дефиницији, значи дешавање или постојање у исто време, и често се користи за описивање дела која су настала у садашњости или недавној прошлости. Ова дела имају тенденцију да одражавају расположења, идеје, догађаје и осећања из времена њиховог настанка и немају увек специфичне приче или либрета. Савремени кореографи понекад у своју кореографију уносе ове теме и траже од публике да дубље размисли о смислу дела уместо да им говоре шта да мисле и како да га тумаче.

## Историја
Право порекло савременог балета приписује се руском уметничком продуценту Сергеј Дјагиљев. Дјагиљев је желео да широј јавности приближи разумевање уметности. Направио је програм који је комбиновао све облике уметности (сликарство, музику, позориште и уметност) да би се представио јавности.
Када је овај програм имао успеха у Русији, Дјагиљев је био инспирисан да га представи европској публици стварајући нови обрт у класичном балету. Основао је Дјагиљеву руску балетску компанију, дебитујући на првој представи 1909. Међутим, Дјагиљев није био кореограф, већ је развој свог стваралаштва поверио неколицини познатих кореографа, међу којима је био Џорџ Баланчин. Стил игре коју је развио Баланчин, који лежи између класичног балета и данашњег савременог балета, по данашњим стандардима је познат као неокласични балет. Током овог периода, други кореографи као што су Џерард Батлер и Глен Тетли почели су свесно да комбинују балет и модерне технике у експериментисању. Други значајни савремени кореографи су Јорма Ело, Вилијам Форсајт, Марк Морис, Јиржи Килијан, Алонзо Кинг и Треј Мекинтајер.

## Техника
Савремени балет црпи како из модерног плеса тако и из класичног балета због својих метода и технике тренинга. Да би плесач могао да отелотвори различите стилове, режим тренинга је постао разноврснији. Поред класичне технике, која често укључује брзину и стил Џорџа Баланчина за америчке плесаче, плесачи уче и модерне. Поред тога, многи плесачи раде различите облике крос тренинга. Пилатес и јога су често укључени да олабаве мишиће и поравнају тело. Од касних 1920-их, пилатес је био популаран облик унакрсног тренинга како би се спречиле повреде, али се све више користи жиротонски систем експанзије. Уз савремени рад, кичме плесача морају бити гипке и треба да схвате како да буду приземљене. Ово је у супротности са класичним и неокласичним балетом где се од плесача захтева да се „повуку“ и држи се горњи део тела. Од плесача се тражи да прво стекну обуку за класични балет како би је надоградили модернијом техником да би били свестранији. Упркос формалној обуци, плесачи су често погођени повредама скочног зглоба, због високог интензитета рада стопала.
Савремени балет комбинује елементе класичног балета, са модерним техникама као што су џез, етно, итд. Ово омогућава много експериментисања у извођењу, при чему играчи преузимају веће изазове, укључујући глуму у сложеним заплетима. Савремени балет се само незнатно разликује од неокласичног стила, али покрети плесача захтевају повећање атлетизма, већи и бржи темпо.

## Костими
Костими и обућа се такође разликују од било ког другог стила плеса. У савременом балету, од плесача се може тражити да носе ципеле са шпицама, обичне балетске ципеле или чак без ципела. Исти свестрани приступ важи и за музику, поставку и костиме. Савремени балет не захтева испуњавање одређених стандарда. Иако има више смерница од модерног плеса, он се не уклапа у границе класичног балета. Савремени балет користи различите типове костима, од традиционалних до модернијих верзија типа тунике. Музички избори се такође могу разликовати, могу да се крећу од традиционалне класичне музике до популарне музике данашњице.